# Desert Express
Der Desert Express ist seit dem 3. April 1998 ein namibischer Luxuszug in der Zuständigkeit des staatlichen Transportunternehmens TransNamib. Er verkehrte bis Anfang 2015 im Rahmen von Schienenkreuzfahrten wöchentlich zwischen Windhoek und Swakopmund. Seitdem wurde dieser generalüberholt und renoviert. Zudem ist eine Überführung des Zuges in eine neue Gesellschaft geplant. Der Desert Express verkehrte seit dem 23. August 2019, in einer öffentlich-privaten Partnerschaft, wieder. Aufgrund der COVID-19-Pandemie in Namibia wurde der Betrieb erneut eingestellt.
Der Desert Express verfügt über 24 Suiten in vier Wagen, sowie über jeweils einen Wagen mit Restaurant, Bar und Lounge. Er wurde vom The New Zealand Herald Anfang 2015 auf Platz 7 der luxuriösesten Züge weltweit gewählt.